# Двенадцать апостолов
Двена́дцать апо́столов (др.-греч. απόστολος — «посол, посланник») — двенадцать ближайших учеников Иисуса Христа (не следует путать с апостолами от семидесяти). Библейская книга Деяний святых апостолов сообщает, что двенадцатым апостолом после отпадения Иуды Искариота на его место был избран Матфий (Деян. 1:26).
Согласно евангельскому повествованию, во время земной жизни Иисус Христос выбрал двенадцать ближайших учеников, которых называют «двенадцатью апостолами» или «апостолами от двенадцати». Сведения об их жизни известны из Писания (Евангелий и Деяний святых апостолов), которые входят в Новозаветный канон, а также из Священного Предания.

## Список двенадцати апостолов
1. Андрей, брат Апостола Петра, рыбак из Вифсаиды, ученик Иоанна Крестителя.
2. Пётр, он же Симон сын Ионин, также называемый «Кифой», брат Апостола Андрея, рыбак из Вифсаиды.
3. Иоанн (сын Зеведея), также прозванный Богословом, брат Апостола Иакова. Братья были прозваны Иисусом «Сынами грома» (Воанергес). Согласно церковной традиции отождествляется с евангелистом Иоанном, рыбак из Вифсаиды.
4. Иаков Зеведеев (сын Зеведея), брат Апостола Иоанна, рыбак.
5. Филипп из Вифсаиды.
6. Варфоломей, он же Нафанаил, уроженец Каны Галилейской, о котором Иисус Христос сказал, что это истинный израильтянин, в котором нет лукавства.
7. Матфей, мытарь, он же Левий Алфеев (объединение на основании параллелизма[2]), евангелист.
8. Фома, называемый «Близнецом».
9. Иаков Алфеев (сын Алфея), брат апостола-евангелиста Матфея[3].
10. Иуда Фаддей, он же Иуда Иаковлев или Леввей.
11. Симон Кананит, он же Симон Зилот.
12. Иуда Искариот, предавший Иисуса Христа. После Вознесения Иисуса Христа вместо него в число двенадцати апостолов вошёл Матфий.

По Преданию, все апостолы от двенадцати, за исключением Иоанна и Иуды Искариота, умерли мученической смертью. Апостол Иоанн единственный, кто умер собственной смертью по старости.
Павел, он же Савл из Тарса, призван после вознесения Иисуса Христа. Он не входит ни в число двенадцати апостолов, ни в число апостолов от семидесяти, но является одним из самых почитаемых (первоверховных) апостолов христианства. Павел, так же как и подавляющее большинство из двенадцати апостолов, умер мученической смертью.
Когда апостолами для выбора вместо отпавшего Иуды Искариота нового апостола была проведена жеребьёвка между Матфием и Иосифом Варсавой, в число двенадцати апостолов был избран Матфий.

## Почитание
Каждому из апостолов, за исключением Иуды Искариота, в календарях христианских церквей установлены отдельные дни памяти. Православная церковь также совершает соборную память двенадцати апостолов 30 июня (13 июля). Апостол Пётр и апостол Павел, как внёсшие наибольший вклад в становление христианства (по первенству порядка и трудов), в православной традиции именуются «первоверховными».
Главным храмом Константинополя первоначально была церковь Апостолов, построенная около 330 года Константином Великим и ставшая гробницей византийских императоров.
Существует обычай изображения всех двенадцати апостолов одной иконой или барельефом. К примеру, в Санкт-Петербурге была Борисоглебская церковь, в которой по периметру купола были расположены поясные барельефы всех апостолов.
Мощи апостолов находятся в Италии (Андрея — в Амальфи, Варфоломея — в Беневенто, Иакова Алфеева и Филиппа — в Риме, Матфея — в Салерно, Фомы — в Ортоне), в Ватикане (Петра, Фаддея, Симона Кананита), в Испании (Иакова Зеведеева — в Сантьяго-де-Компостела), в Германии (Матфия — в Трире). В храме Двенадцати апостолов Китаевой пустыни города Киева имеются частицы мощей всех двенадцати апостолов (за исключением святого Иоанна Богослова, взятого с телом в Рай, и предателя Иуды Искариота, отпавшего от апостольского лика).